# Mistrzostwa Świata Par na Żużlu 1976
Mistrzostwa Świata Par 1976 – siódma edycja w historii na żużlu. Wygrała para angielska – John Louis i Malcolm Simmons.

## Półfinały

### Pierwszy półfinał
- 6 czerwca 1976 r. (niedziela),  Norden
- Awans: 3

| Miejsce | Kraje         | Suma | Zawodnicy                     | Pkt.  | Pkt bieg. |
| ------- | ------------- | ---- | ----------------------------- | ----- | --------- |
| 1       | Dania         | 27   | Ole Olsen Finn Thomsen        | 16 11 | b.d       |
| 2       | Nowa Zelandia | 25   | Ivan Mauger Barry Briggs      | 14 11 | b.d       |
| 3       | Australia     | 23   | Phil Crump John Boulger       | 15 8  | b.d       |
| 4       | RFN           | 16   | Christoph Betzl Wilhelm Duden | 10 6  | b.d       |
| 5       | Holandia      | 13   | Henny Kroeze Frits Konning    | 13 0  | b.d       |
| 6       | Norwegia      | 11   | Dag Lövaas Reidar Eide        | 7 4   | b.d       |
| 7       | Finlandia     | 11   | Ilka Teromaa Markku Helminen  | 10 1  | b.d       |

### Drugi półfinał
- 6 czerwca 1976 r. (niedziela),  Miszkolc
- Awans: 3

| Miejsce | Kraje      | Suma | Zawodnicy                           | Pkt.  | Pkt bieg. |
| ------- | ---------- | ---- | ----------------------------------- | ----- | --------- |
| 1       | Anglia     | 30   | John Louis Malcolm Simmons          | 15    | b.d       |
| 2       | Szkocja    | 26   | George Hunter Jim McMillan          | 12 14 | b.d       |
| 3       | Polska     | 22   | Edward Jancarz Jerzy Rembas         | 13 9  | b.d       |
| 4       | Węgry      | 17   | Istvan Sziraczki Janos Szoke        | 11 6  | b.d       |
| 5       | Włochy     | 14   | Giuseppe Marzotto Mauro Ferraccioli | 10 4  | b.d       |
| 6       | Jugosławia | 9    | Vlado Kocuvan Stefan Kekec          | 4 5   | b.d       |
| 7       | Austria    | 8    | Hubert Fischbacher Manfred Trisko   | 1 7   | b.d       |

## Finał
- 17 czerwca 1976 r. (czwartek),  Eskilstuna

| Miejsce | Kraje         | Suma | Zawodnicy                   | Pkt.  | Pkt bieg.                   |
| ------- | ------------- | ---- | --------------------------- | ----- | --------------------------- |
| 1       | Anglia        | 27   | John Louis Malcolm Simmons  | 17 10 | (3,3,2,3,3,3) (2,1,3,1,2,1) |
| 2       | Dania         | 24   | Ole Olsen Finn Thomsen      | 16 8  | (3,2,3,3,3,2) (1,3,2,2,0,0) |
| 3       | Szwecji       | 22   | Bernt Persson Bengt Jansson | 11    | (3,2,1,1,1,3) (1,3,0,3,2,2) |
| 4       | Australia     | 16   | Phil Crump Billy Sanders    | 10 6  | (3,2,1,3,1,0) (2,0,0,2,0,2) |
| 5       | Nowa Zelandia | 15   | Ivan Mauger Barry Briggs    | 8 7   | (0,0,0,2,3,3) (2,2,1,0,1,1) |
| 6       | Szkocja       | 12   | Jim McMillan George Hunter  | 10 2  | (1,1,3,2,2,1) (0,0,2,0,0,0) |
| 7       | Polska        | 10   | Edward Jancarz Zenon Plech  | 7 3   | (1,1,0,0,3,2) (0,0,1,1,1,0) |